# Роттердам-Гаага (аэропорт)
Аэропорт Роттерда́м-Гаа́га, известный ранее как Аэропорт Роттердам или Аэропорт Зестинховен (нидерл. Vliegveld Zestienhoven) (ИАТА: RTM, ИКАО: EHRD) — аэропорт в Нидерландах, расположенный в 6 км к северо-северо-востоку от Роттердама, второго по численности населения города страны. Обслуживает города Роттердам и Гаагу, по которым и получил своё название, а также их пригороды. 
Является третьим по загруженности аэропортом Нидерландов. В 2015 году аэропорт обслужил более 1,6 млн пассажиров. Помимо регулярных рейсов в крупнейшие города и курорты Европы, аэропорт также эксплуатируется авиацией общего назначения, аэроклубами и лётными школами.

## История

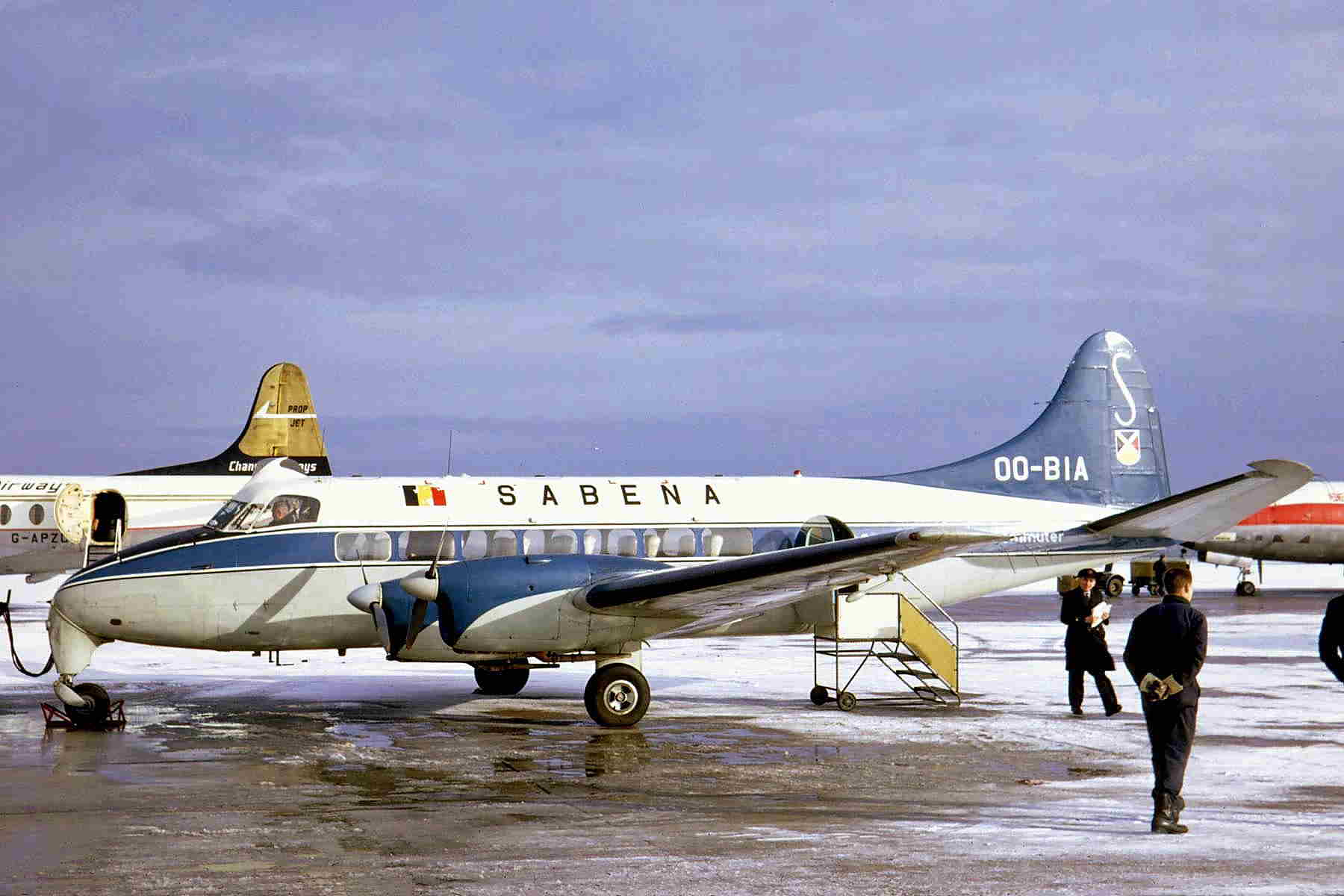
De Havilland Heron авиакомпании Sabena в аэропорту, 1968 год

### Ранние годы
После второй мировой войны правительство Нидерландов решило, что вдобавок к Схипхолу стране нужен второй национальный аэропорт. До войны у Роттердама был аэропорт, Ваалхавен, но он был серьёзно повреждён во время бомбардировки Роттердама, а позже полностью разрушен, чтобы немцы не могли им воспользоваться. Реконструкция аэропорта не казалось возможной, поэтому было найдено новое место на польдере Зестинховен, благодаря которому аэропорт получил своё имя.
Строительство аэропорта началось в августе 1955 года, и официально аэропорт открылся в октябре 1956 года. Вскоре из Роттердама выполняли полёты крупные европейские авиакомпании, такие как Swissair, Lufthansa, Air France. Однако в 1970-х годах намечались планы закрыть или перевести аэропорт для строительства жилых домов. Неясность будущего вызвала застой в росте пассажиропотока, и многие авиакомпании покинули аэропорт.

### Развитие с 1990-х годов
На протяжении почти тридцати лет аэропорт был на грани закрытия, но экономический рост 1990-х годов вызвал рост пассажиропотока, и в 2001 году было решено, что нынешнее местоположение будет закреплено за аэропортом ещё как минимум на сто лет.
В 2008 году было закрыто самое продолжительное направление, в лондонский аэропорт Хитроу авиакомпании KLM Cityhopper. На этом закончилось сотрудничество KLM с аэропортом. Однако в декабре 2012 года авиакомпания British Airways начала выполнять рейс в Хитроу из Роттердама. В октябре 2014 года компания объявила, что закроет направление в марте 2015 года.
Название аэропорта было изменено с «Зестинховен» на «Роттердам», а в 2010 году аэропорт приобрёл нынешнее название — Роттердам-Гаага.
Государственные и военные воздушные суда часто пользуются данным аэропортом, так как Гаага является местонахождением нидерландского правительства и различных международных институтов, например, Международного уголовного суда. После закрытия аэропорта Гааги Ипенбюрг в 1992 году и авиабазы ВМС Валкенбюрг в 2006 году аэропорт Роттердам-Гаага остаётся единственным в округе для полётов такого рода.

## Авиакомпании и направления

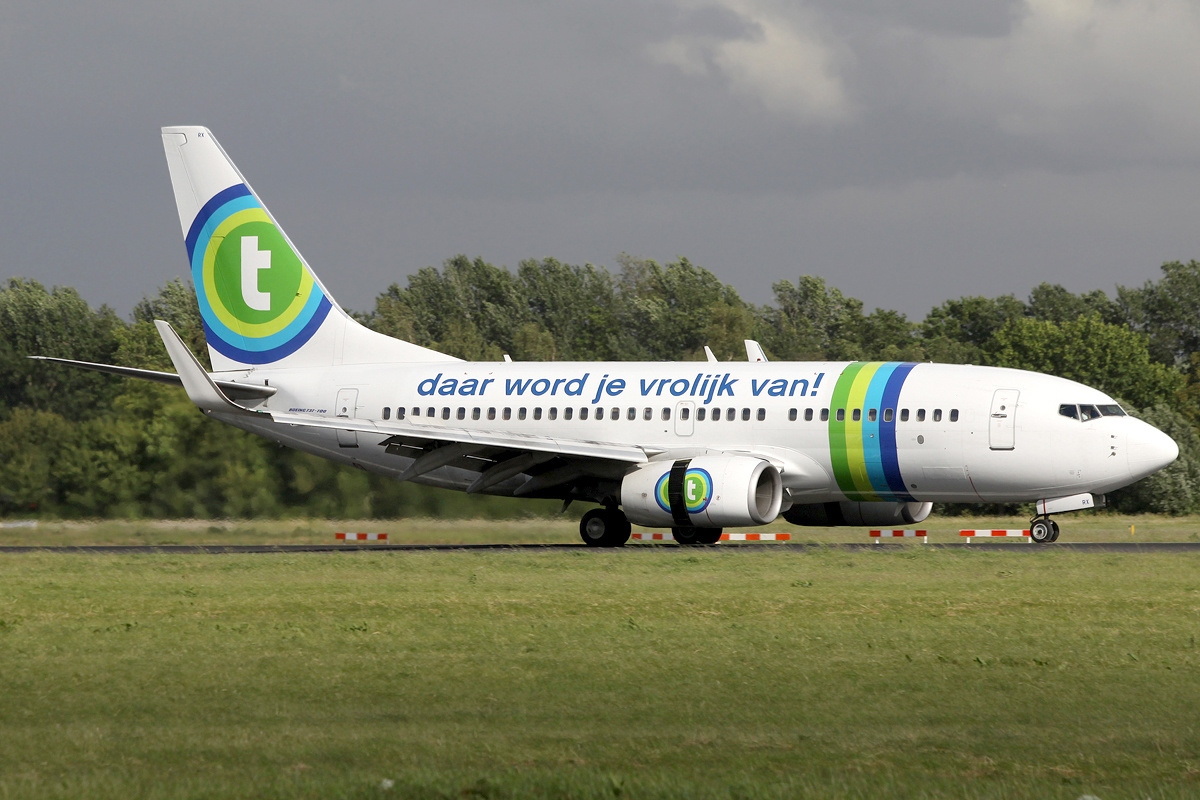
Boeing 737-700 Transavia в аэропорту Роттердама

## Статистика

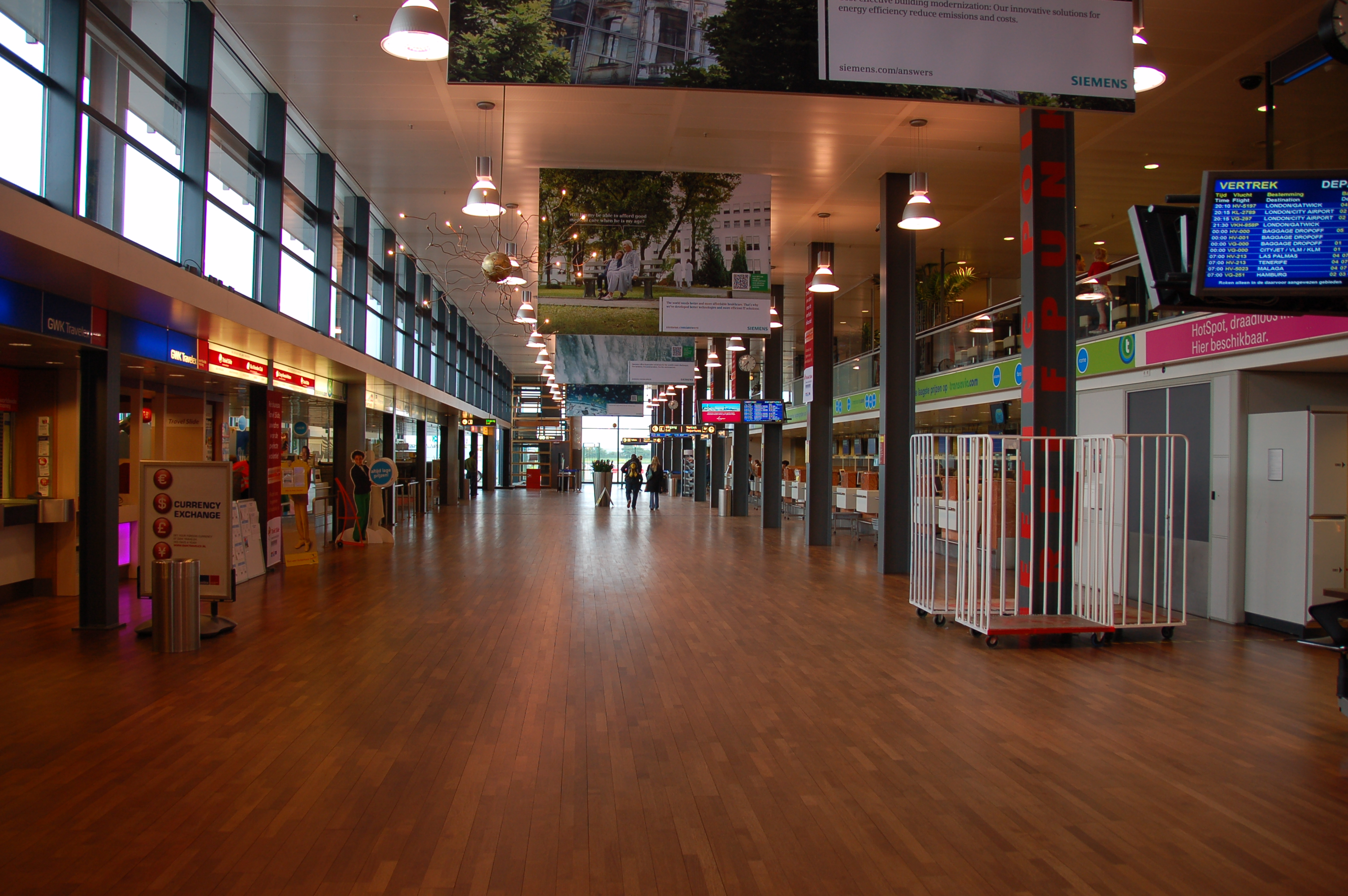
Интерьер терминала аэропорта

| 2000     | 696 612 ▲   | 113 324 ▼ |
| 2001     | 747 827 ▲   | 92 874 ▼  |
| 2002     | 612 021 ▼   | 86 972 ▼  |
| 2003     | 616 823 ▲   | 66 919 ▼  |
| 2004     | 1 096 514 ▲ | 63 968 ▼  |
| 2005     | 1 010 950 ▼ | 65 156 ▲  |
| 2006     | 1 037 971 ▲ | 64 225 ▼  |
| 2007     | 1 060 044 ▲ | 65 527 ▲  |
| 2008     | 986 789 ▼   | 59 644 ▼  |
| 2009     | 921 840 ▼   | 55 900 ▼  |
| 2010     | 922 569 ▲   | 52 637 ▼  |
| 2011     | 1 075 202 ▲ | 53 899 ▲  |
| 2012     | 1 186 539 ▲ | 48 129 ▼  |
| 2013     | 1 488 572 ▲ | 50 667 ▲  |
| 2014     | 1 687 574 ▲ | 49 525 ▼  |
| 2015     | 1 692 406 ▲ | 50 834 ▲  |
| Источник |             |           |

## Наземный транспорт

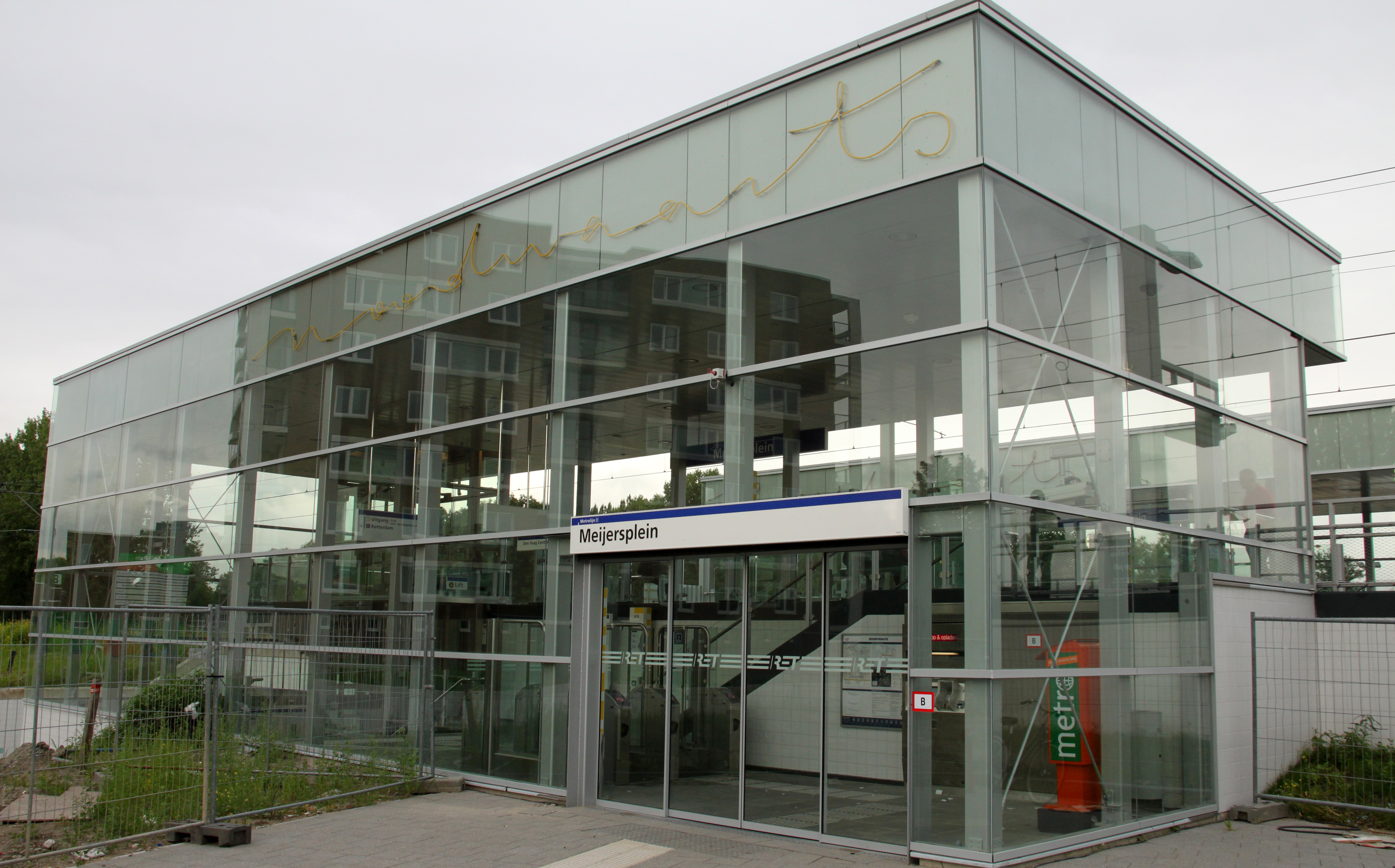
Станция Мейерсплейн системы RandstadRail

### Автобус
Аэропорт обслуживается автобусным маршрутом 33, который связывает Центральный вокзал Роттердама, аэропорт и станцию Мейерсплейн легкорельсовой системы RandstadRail. На станции Мейерсплейн можно совершить пересадку на линию E роттердамского метрополитена, по которой можно добраться до Центрального вокзала Гааги, Центрального вокзала Роттердама и центра Роттердама.

### Автомобиль
Аэропорт находится недалеко от автомагистрали A13/E19, связывающей Роттердам и Гаагу.